# Коленки (Ивано-Франковская область)
Коленки (укр. Колінки) — село в Чернелицкой поселковой общине Коломыйского района Ивано-Франковской области Украины.
Население по переписи 2001 года составляло 726 человек. Занимает площадь 13,937 км². Почтовый индекс — 78132. Телефонный код — 03430.